# Кура-Араксинская низменность

Кура-Араксинская низменность на карте современного Азербайджана

Кура́-Ара́ксинская низменность (азерб. Kür-Araz ovalığı, низменность Кюр-Араз) — обширная низменность в центральной части Азербайджана, в нижнем течении рек Кура и Аракс.

## География
Низменность расположена на западном берегу Каспийского моря и является частью Арало-Каспийской низменности. Низменность имеет характерное очертание в виде двух широких долин смыкающихся на востоке и уходящих на запад по долинам рек Куры и её главного притока Аракса. Северный рукав низменности — долина Куры — шире и ниже южного — долины Аракса. К востоку низменность понижается и сливается с Прикаспийской низменностью, омываемой Каспийским морем. Длина около 250 км, ширина около 150 км, постоянно увеличивается вследствие процессов эрозии. На севере Кура-Араксинской низменности проходит Большой Кавказский хребет, на западе — Малый Кавказ, на юге — Талышские горы. Также южнее находится Ленкоранская низменность, которая достигает азербайджанского города Астара.

## Топонимика
Отдельные части низменности имеют собственные названия, обусловленные исторической и культурной обособленностью: Карабахская, Мильская, Муганская и Ширванская равнины.

## Геология
Кура-Араксинская низменность — это аллювиально-аккумулятивная равнина.

## Ландшафт
Преобладают полупустынные ландшафты сухих субтропиков. На серозёмных и серо-коричневых, часто засоленных почвах полынные и полынно-солянковые ассоциации, на тёмных серо-коричневых почвах — злаково-полынные, бородачевые ассоциации. На востоке — солончаки и болота. В поймах рек — ива, тополь, карагач.

## Археология
Куро-аракская культура — археологическая культура, распространенная в IV — начале III тысячелетия до н. э. на Ближнем Востоке, названа по местной топонимике. Азербайджан, Армения, Грузия, восток Турции и северный Иран были под влиянием этой культуры.

## Хозяйственное значение
Орошаемые земли. Выращиваются гранаты, мандарины, хурма, черешня, фейхоа.
Почти половина пахотных земель Азербайджана сосредоточена в житнице страны — Кура-Араксинской низменности.